# 泰國羅勒

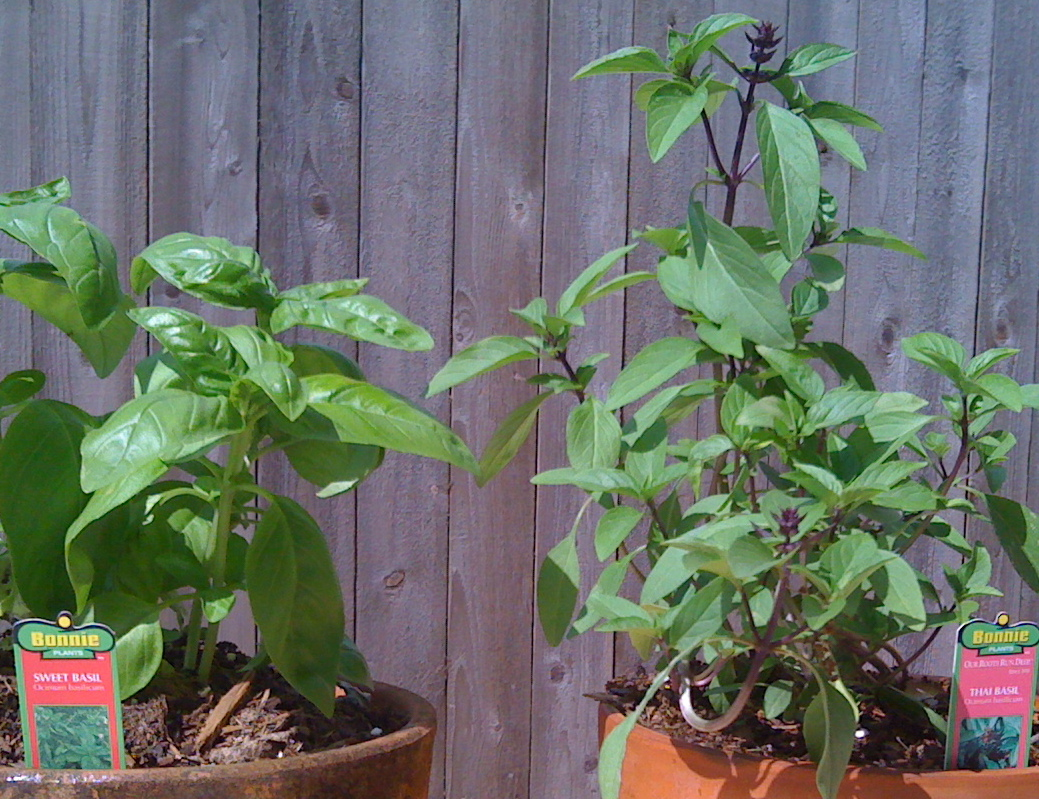
甜羅勒（圖左）全株色澤淺綠，葉寬，呈卵圓形；泰國羅勒（圖右）莖與花穗呈深紫色，葉狹長如矛頭。

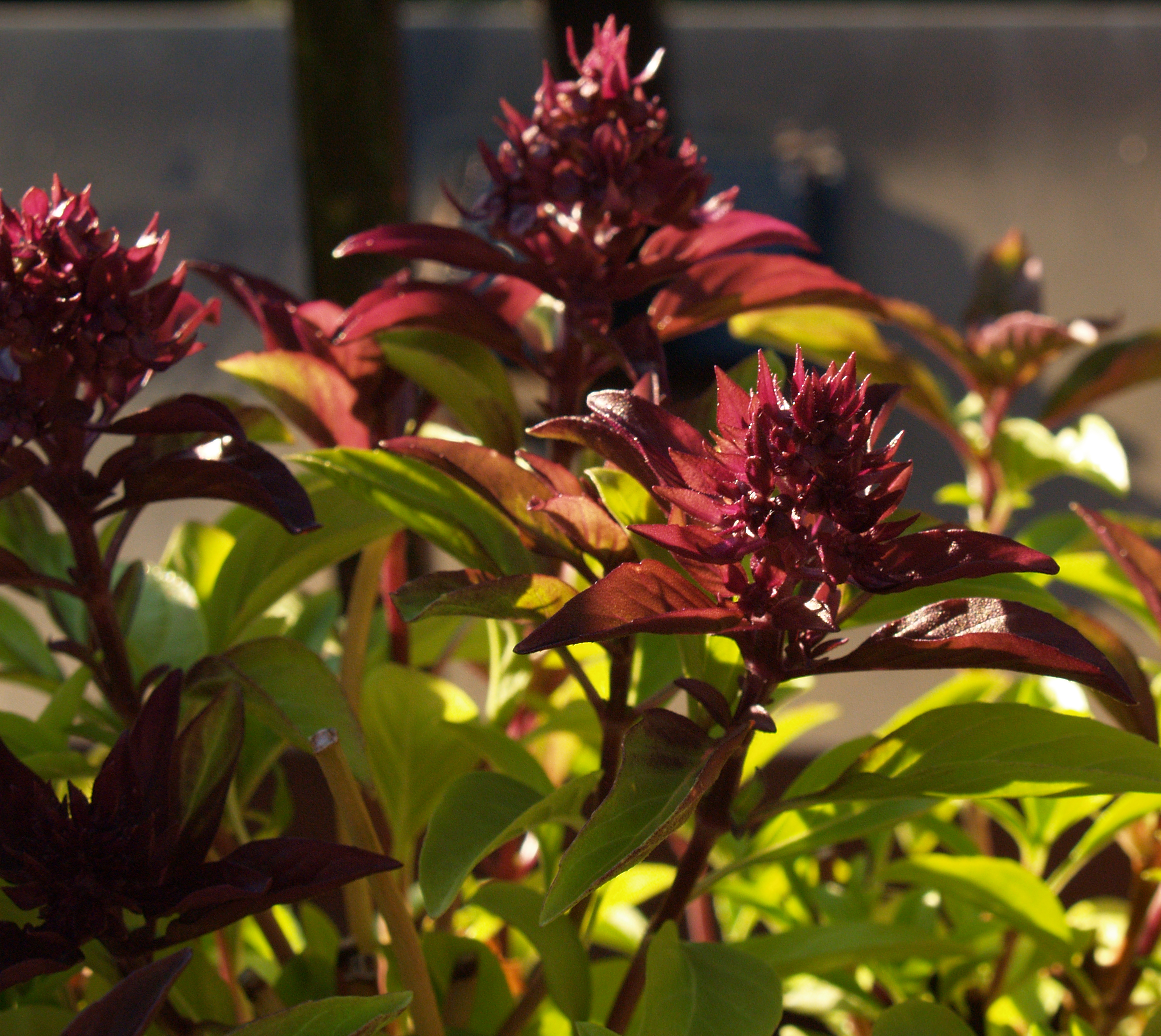
夏末開放的泰國羅勒花

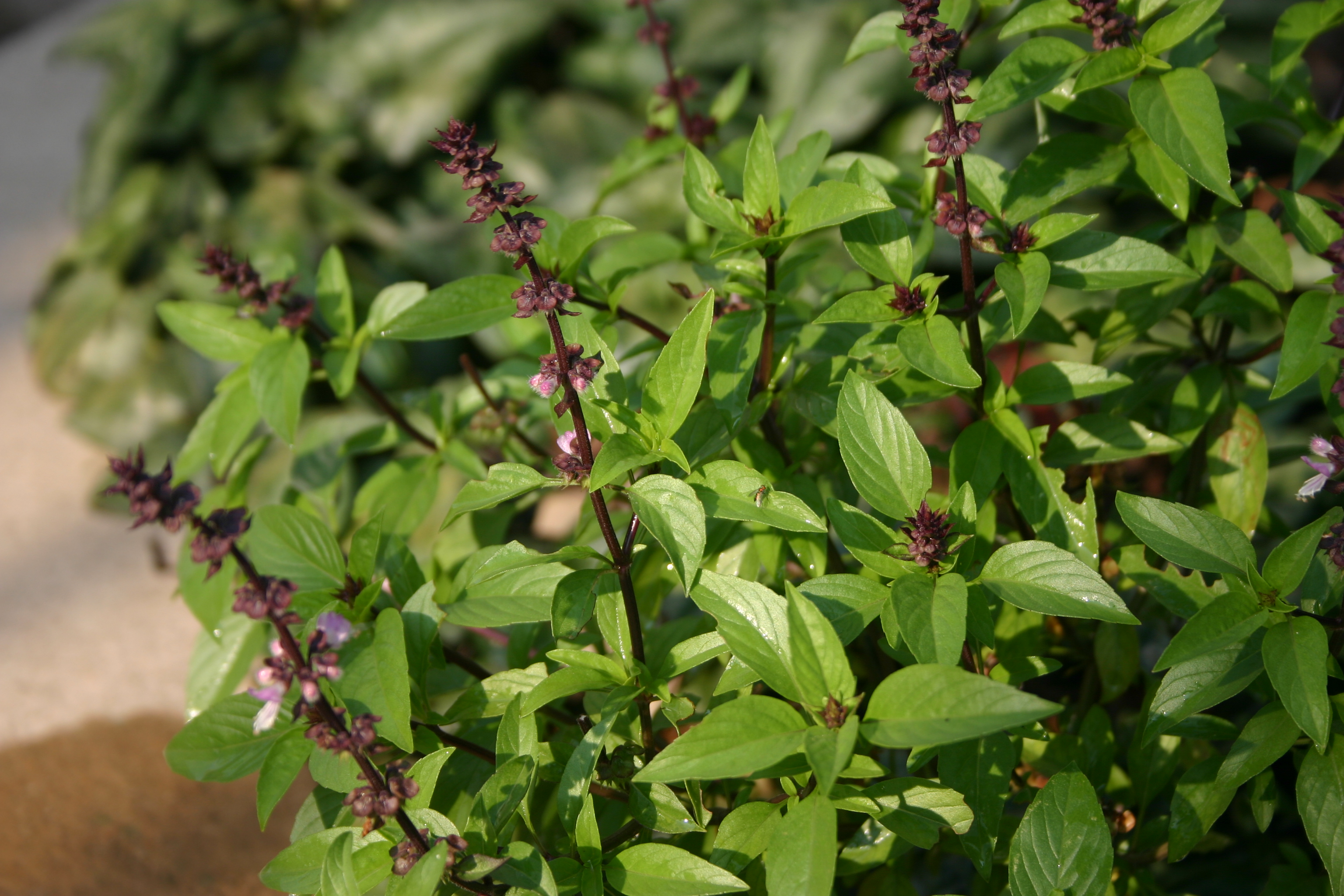
仲夏開花的泰國羅勒

泰國羅勒（皇家轉寫：horapha, ISO: h̄oraphā, 發音：[hǒː.rá(ʔ).pʰāː]），是原生於東南亞各地的一種羅勒變種品種。「泰國羅勒」之名是直譯自英文Thai basil，該英文名稱只是西方人對此品種的一個俗稱，並不是指其原產於泰國。此品種在亞洲各地對其有各自不同的稱呼，例如台灣的九層塔，廣東的金不換，指的都是這種香味濃烈的品種。它被廣泛使用於東南亞料理、台灣料理，其香氣被形容為類似於茴香與甘草香，且微帶辛辣氣息，在高溫或長時間烹調下較甜羅勒性質穩定。泰國羅勒葉片較小而狹長，如矛頭形，紫色的莖與花序，花瓣則呈粉紅色。如果植物的光照不足，莖部可能會缺乏紫紅色，通常需要溫暖的環境才能展示其特徵顏色。在台灣習慣將紫色莖的稱為紅骨九層塔，綠色莖的稱為青骨九層塔或白骨九層塔。常見有紅骨紅花、青骨白花、青骨紅花等分類。

## 植物學分類
羅勒（拉丁語：Ocimum basilicum）有多種栽培品種，其中包括泰國羅勒（拉丁語：Ocimum basilicum var. thyrsiflora）。泰國羅勒本身也有許多培育種，在美國最常見的品種稱為「暹羅王后（Siam Queen）」。因為香、味的緣故，有時泰國羅勒也被稱作「茴香羅勒」（anise basil）或「甘草羅勒」（licorice basil），然而西方種植的羅勒品種也有相同名稱，易生混淆。:92
泰國羅勒有時也被稱作「肉桂羅勒」，特別是在越南語中是這樣稱呼泰國羅勒；同樣地，有另一種羅勒栽培品種叫做肉桂羅勒，而易生混淆。
羅勒屬名Ocimum源自於希臘字，意思為「聞嗅」，這其實也是脣形科多數植物的特徵。羅勒有超過40個品種，各式各樣的味道、香氣、色澤常導致辨識上的混淆。
泰國菜中常見有三種羅勒相關的植物：
- 泰國羅勒（horapha），廣泛使用在東南亞料理，在越南菜中也很重要。台灣則主要用在鹹酥雞、三杯雞一類的三杯料理、炒貝類的搭配，偶而用在煎蛋上。在西方國家中，也是亞州料理的常見配角。
- 泰國品種的聖羅勒 (Ocimum tenuiflorum；(kaphrao，音譯為「嘎拋」、「打拋」)，中文語境常稱之為「打拋葉」,其實為羅勒屬但與羅勒不同物種，具有辛辣氣息，帶胡椒與丁香香氣的植物，乃泰國人愛用的香料。[3]:93.[6]泰國品種的聖羅勒與印度使用的聖羅勒為同一物種間的不同栽培種，所以常冠上「泰國」作區別而稱為「泰國聖羅勒」（Thai holy basil）。印度聖羅勒稱為tulasi或tulsi，廣泛使用在印度菜、阿育吠陀醫學與宗教場合，當地人認可其神聖性。
- 檸檬羅勒 （O. × citriodorum，maenglak)具有檸檬香氣與味道。在泰國菜為三者最少用到的品項。[3]:94為了與另一也稱「檸檬羅勒」的品種Mrs. Burns' Lemon basil做區別，常冠上泰國成為「泰國檸檬羅勒」。

## 特性描述
泰國羅勒植株壯實，可長至45 cm（1.48英尺），具有明亮綠色、些微鋸齒狀、狹長的葉片；其氣味甜香，類似茴香及帶有甘草的微韻，並有甜羅勒所缺乏的辛辣氣息。泰國羅勒莖深紫色，且如同其他脣形科植物，莖剖面是方形的。葉子呈十字對生。花序為密錐花序，變種小名thyrsiflora就是形容它的花序形狀為密錐花序。